# ジャミーラ・ジャミル

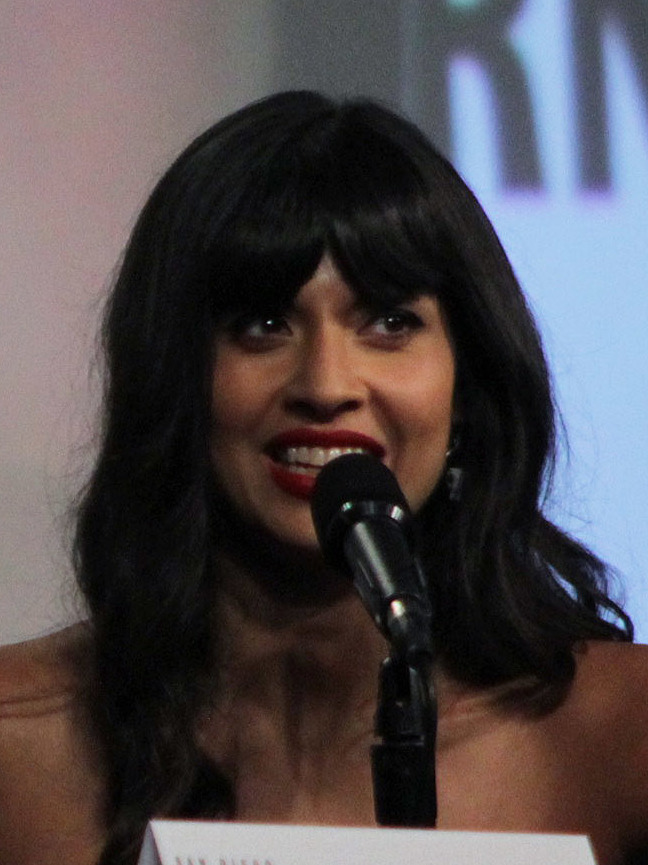
2018年、コミコン・インターナショナルにて

ジャミーラ・ジャミル（Jameela Jamil、1986年2月25日 -）はイギリス・ロンドン・ハムステッド出身の女優、活動家、モデル。2013年にグラマー賞 Radio Personality部門を受賞。
ロンドン生まれ。イギリスのテレビ局チャンネル4、BBC Radio 1で司会者を務めた後、2016年からアメリカ合衆国で女優としてドラマ「グッド・プレイス」でタハニ・アル゠ジャミル役を演じる。
パキスタン系の母とインド系の父を持つ。

## 活動家として
10代の頃の自身の摂食障害の経験から、女性が自分について肯定的な身体イメージを持つことを支援する運動「I Weigh」を2018年に開始し、大きな反響を得た。
難病エーラス・ダンロス症候群の患者であることを2019年に公表した。2019年にEhlers-Danlos SocietyのAdvocate of the Yearを受賞。